# 深圳证券交易所运营中心
深圳证券交易所运营中心是中華人民共和國廣東省深圳市福田区的一座摩天大楼，地处深圳市深南大道2012号，所在地块前身为高交会馆。

## 历史
2010年6月26日封顶，2011年8月竣工，2012年启用，之后为深圳证券交易所所在地，是深圳市的标志性建筑之一。
本大厦拥有世界最大的空中悬挑平台（东西向悬挑36米、南北向悬挑22米）和空中花园（面积达1.58万平方米）。

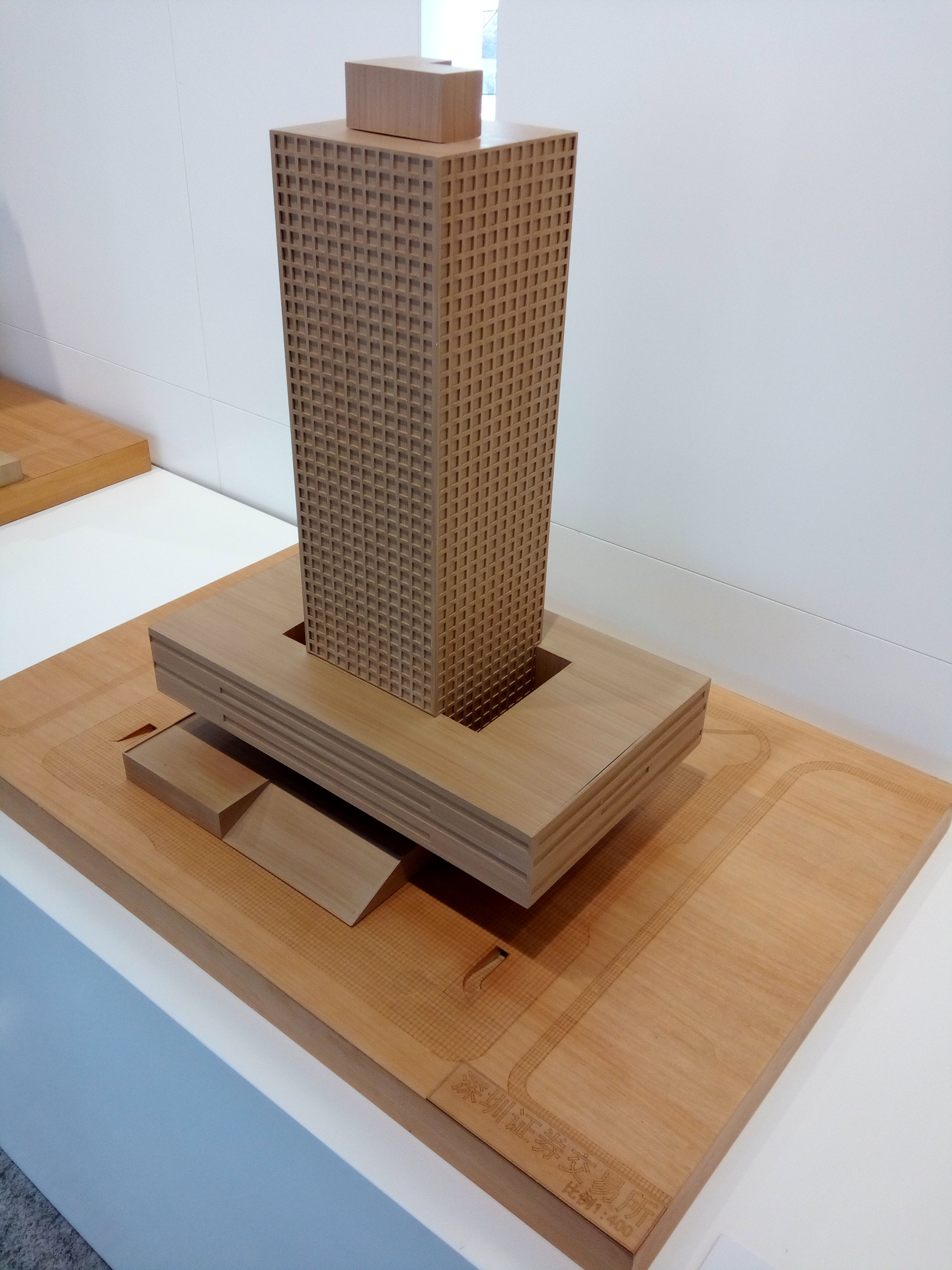
陈列于深圳城市規劃展覽館的深圳证券交易所运营中心模型